# Epitacio Torres
Epitacio «La Mala» Torres Herrera (Villaldama, Nuevo León; 19 de septiembre de 1921 - Monterrey, Nuevo León; 21 de abril de 1971) fue un beisbolista y mánager de béisbol mexicano que jugaba como jardinero. 
Torres jugó 19 temporadas en la Liga Mexicana de Béisbol (LMB), la mayoría de ellas con los Sultanes como jardinero derecho, siendo considerado uno de los mejores jugadores en su posición en la historia de la LMB. Fue el primer jugador en acumular 1000 hits en la Liga Mexicana de Béisbol en 1947 y fue incluido en el Salón de la Fama del Béisbol Profesional de México en 1964.

## Carrera
Epitacio debutó en la Liga Mexicana en 1939 a los 17 años, con el Carta Blanca de Monterrey bajo la dirección de Guillermo Ornelas, quien lo vio jugar en el Cuauhtémoc-Cidosa, un equipo amauteur de Monterrey y lo invitó a jugar profesionalmente. Jugó su primer partido profesional con el Carta Blanca contra los Cafeteros de Córdoba. «La Mala», apodado por su estilo de juego similar al de Salvador Malacara, ganó el Premio al «Novato del Año» de la LMB en 1939.
En 1943, Lázaro Salazar fue nombrado mánager de los Industriales de Monterrey (el equipo cambió su nombre de «Carta Blanca» a «Industriales» en 1942). Con Salazar, el equipo ganó cuatro campeonatos de la Liga Mexicana en 1943, 1947, 1948 y 1949; Torres fue una pieza clave del equipo como primer bate de los Industriales, conocidos posteriormente como Sultanes desde 1948.
Jugó en la Liga Cubana con los Tigres del Marianao durante la temporada 1943-44. En 183 turnos al bate, registró 27 carreras, 49 hits, 14 carreras impulsadas y un promedio de bateo de .268.
El 12 de septiembre de 1947, Torres conectó su hit número 1000 en un partido contra los Diablos Rojos del México en el Parque Delta, convirtiéndose en el primer jugador en la historia de la LMB en lograr dicha hazaña. Su compañero de equipo, Agustín Bejerano, llegó a 999 hits, mientras que a Epitacio le faltaban tres. Bejerano era el favorito; sin embargo, el propio Epitacio conectó tres hits contra el lanzador mexicano Fred Martin, logrando la hazaña.
En 1955, siendo aún jugador, fue nombrado mánager de los Sultanes tras la salida de Lázaro Salazar. Terminó quinto en 1995 y 1956. En 1957 fue transferido a los Tecolotes de Nuevo Laredo. También jugó para los San Antonio Missions durante la Liga de Texas de 1957. Torres se retiró después de la temporada de 1957.

## Fallecimiento
Torres murió el 21 de abril de 1971 en Monterrey debido a complicaciones de un cáncer de pulmón, a los 49 años.

## Legado

El número 7 de Torres fue retirado por los Sultanes de Monterrey.

Torres fue incluido en el Salón de la Fama del Béisbol Profesional Mexicano como parte de la generación de 1964, junto a Ángel Castro, Martín Dihigo, Lázaro Salazar y Ramón Bragaña.
El 16 de mayo de 1994, los Sultanes retiraron oficialmente el número 7 de Torres; Venados de Mazatlán hizo lo mismo.